# Calitatea serviciilor

Reprezentarea grafică a mecanismului QoS

Calitatea serviciilor (în engleză, quality of service, scurt QoS) este capacitatea de a oferi prioritate pentru diferite genuri de aplicații soft, utilizatori, fluxuri de date, sau garantarea unui anumit nivel de performanță pentru fluxul de date.
QoS este utilizat pentru a gestiona cerințele speciale pentru comunicațiile de voce și video, furnizarea datelor cu o rată de întârziere mică (de obicei mai puțin de 250 milisecunde), ameliorarea bruiajelor (de obicei mai puțin de 10 sau 20 de milisecunde), reducerea pierderilor de pachete (de obicei mai puțin de 0,5 % din pachete). Depășirea acestor valori poate provoca calitatea proastă a apelurilor VoIP.
QoS are de asemenea un rol important în rețelele cu receptivitate sporită. Deseori, atunci când unul sau mai multe dispozitive (cum ar fi laptop-uri) din rețea au fost compromise cu software rău intenționat, cum ar fi un virus sau un vierme, ele pot fi folosite ca un punct de lansare pentru atacuri asupra altor părți ale rețelei, cum ar fi dispozitive de rețea sau 
servere de aplicații. În cazul în care un astfel de atac vine din afara rețelei, de ex. de pe Internet, sau de la un laptop de pe rețeaua internă (intranet), acesta poate fi recunoscut și oprit cu ușurință.

## Elementele de bază
Calitatea serviciilor este frecvent utilizată pentru a stabili prioritățile pentru aplicații sensibile la întârzieri, cum ar fi VoIP și date cu misiune critică. Cu toate acestea, aceeași metodă care permite QoS să facă distincția între prioritate înaltă și trafic normal poate fi folosită de asemenea pentru a distinge traficul normal de traficul de tip necunoscut sau de altă origine. De asemenea QoS se poate utiliza în combinație cu mecanisme de politici de rețea pentru a limita cantitatea de trafic legitim.